# Elmore (Ohio)
Elmore és una població dels Estats Units a l'estat d'Ohio. Segons el cens del 2010 tenia 1410 habitants.
Segons el cens del 2000, Elmore tenia 1.426 habitants, 588 habitatges, i 406 famílies. La densitat de població era aleshores de 663,4 habitants per km².

## Llocs d'interés
- El museu «Blair Museum of Lithophanes», on s'exposen obres de la col·lecció de Laurel Gotshall Blair (1909-1993), que conté més de 2300 litofanies.[4]